# Stefan Bromberger
Stefan Bromberger (* 19. März 1982 in Neuss) ist ein deutscher Schachspieler, der den FIDE-Titel eines Großmeisters trägt.

## Leben
Stefan Bromberger ist Diplom-Volkswirt (Master-Studiengang). Studiert hat er an der Ludwig-Maximilians-Universität München.

## Erfolge
1994 gewann der in Wolfratshausen wohnende Bromberger in Osnabrück die deutsche U13-Einzelmeisterschaft. Im Jahr 2000 belegte er mit der deutschen U18-Nationalmannschaft den zweiten Platz bei der Europameisterschaft im ungarischen Balatonlelle. Im Juni 2001 gewann er das Tavasz-Turnier in Kecskemét, im August 2001 erreichte er beim Caissa-Turnier in Miercurea Ciuc einen geteilten ersten Platz. 2005 wurde er in Würzburg bayerischer Einzelmeister. Beim Schachfestival Bad Wörishofen wurde er 2007 Zweiter hinter Bu Xiangzhi und vor Romuald Mainka.
Sein Jugendverein war der Schachclub Wolfratshausen. In der deutschen Schachbundesliga spielte er seit 1999 für den TV Tegernsee, mit dem er auch am European Club Cup 2005 in Saint-Vincent (Aostatal) teilnahm. Ab der Saison 2009/10 spielte er, nach dem Rückzug der Tegernseer, für den FC Bayern München. Zur Saison 2012/13 wechselte er innerhalb der 2. Bundesliga Ost zum Münchner Aufsteiger MSA Zugzwang 82, bei dem auch sein ehemaliger Trainer Gerald Hertneck spielt. In Österreich spielte er für Rochade Innsbruck/Rum in der Staatsliga B West, ab 2002 für den SK Sparkasse Absam in der Staatsliga A und der 2. Bundesliga West, seit 2005 in der 2. Bundesliga West erneut für Rochade Innsbruck/Rum und von 2010 bis 2018 in der 1. Bundesliga für SIR Salzburg. In der katalanischen Mannschaftsmeisterschaft spielt er für Barberà. In der Schweizer Bundesliga spielt Bromberger seit der Saison 2013/14 für den SC Lyss-Seeland.
Bromberger trägt seit Januar 2002 den Titel Internationaler Meister sowie seit August 2014 den Titel Großmeister. Eine Großmeister-Norm hat er bei der 7. Offenen Bayerischen Meisterschaft 2003 in Bad Wiessee erzielt, als er hinter Suat Atalık geteilter Zweiter mit Fabian Döttling wurde, eine zweite in der deutschen 2. Bundesliga Ost in der Saison 2012/13 sowie eine dritte in der Saison 2013/14 der österreichischen Bundesliga. Mit seiner bisher höchste Elo-Zahl von 2556 lag er auf dem 23. Platz der deutschen Elo-Rangliste.